# Paul Carbutt
Paul Anthony Carbutt (Birmingham, 4 de julho de 1940 — 1 de maio de 2004) foi um ciclista profissional britânico. Terminou em sexto lugar na prova de contrarrelógio (100 km) nos Jogos Olímpicos de 1976, em Montreal, Canadá.